# David Anders
David Anders (11 de março de 1981) é um ator Americano da televisão e do teatro. Mais conhecido por seus papéis como Julian Sark em Alias, como Cyrus Vanch em Archer, como Adam Monroe em Heroes, como John Gilbert na série The Vampire Diaries, como Victor Frankenstein / Dr. Whale em Once Upon a Time e como Blaine "DeBeers" McDonough da série iZombie, produzida pela emissora americana The CW.
Em iZombie, David, como Blaine, é por vezes humano, transformado em zumbi, acaba recebendo a vacina e se curando. Participa do tráfico de cérebros em Seattle.